# Kaep

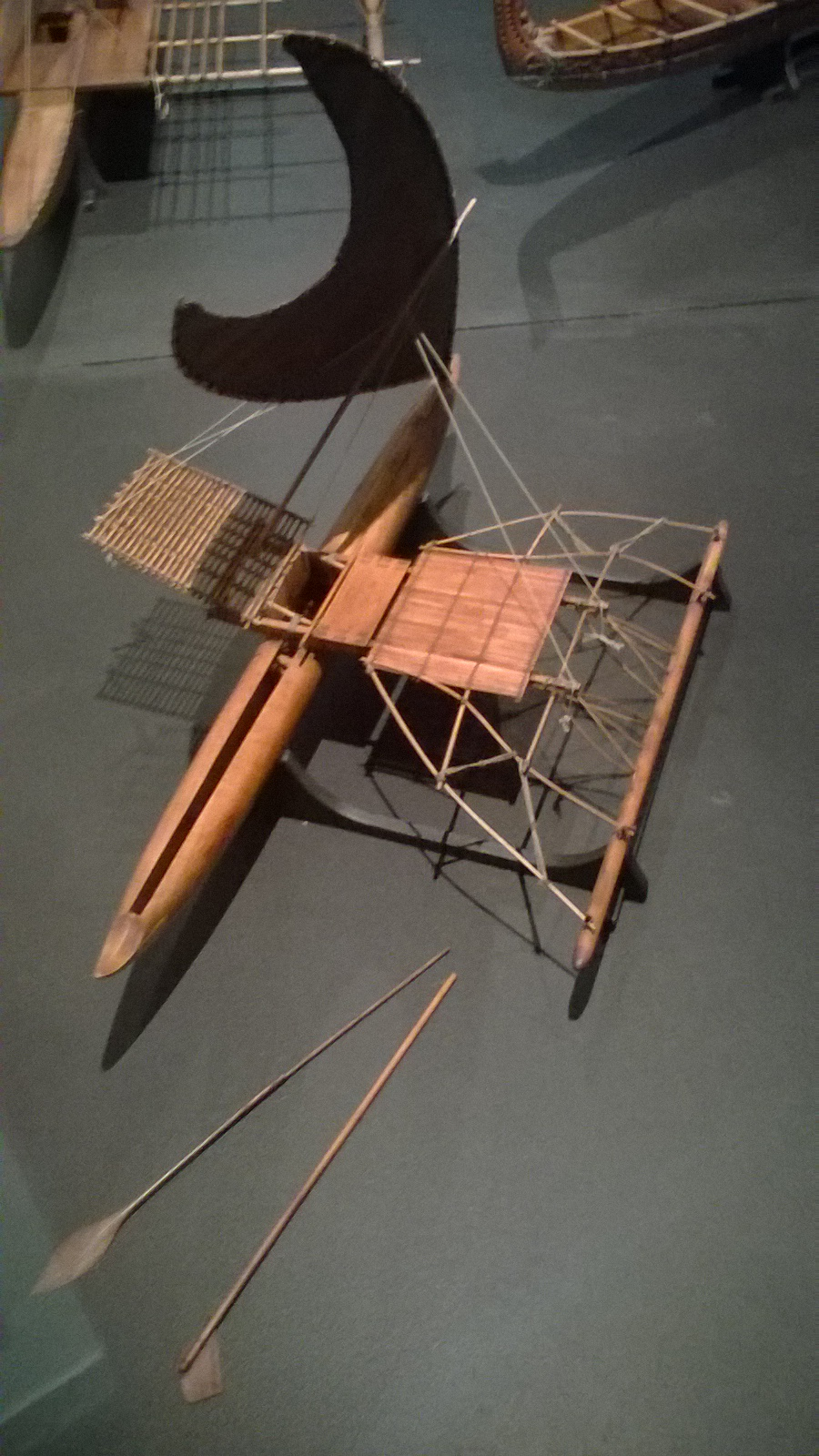
Un kaep est un sous type de prao à coque présentant deux terminaisons.

Un kaep est un type traditionnel de pirogue à balancier proche du prao, originaire de Palaos en Micronésie. Il se caractérise par une coque amphidrome longue et étroite, un seul balancier et un mât amovible équipé d'une voile austronésienne en forme de "pince de crabe" ou triangulaire.
Ces embarcations rapides sont utilisés pour la pêche, les voyages en mer ou la guerre.

## Description
L'océan Pacifique, et en particulier la Micronésie, ont donné naissance à de nombreuses formes de bateaux à voile avec un nombre et une forme de coque ainsi qu'un plan de voile variable. Développé à Palaos, et utilisé depuis plusieurs siècles, le kaep était à l'origine construit à partir de rondins de bois.
Un kaep est type de prao présente une seule voile austronésienne en forme de "pince de crabe" ou triangulaire. La voile est portée sur un mât pivotant constitué d'une ou de deux pièces de bois.
La coque d'une longueur d'environ 10 m, est étroite (35 cm) et haute (90 cm), constituée de tronc creusé ou de pièces de bois assemblés. La forme de la coque et les extrémités varient considérablement, mais demeure amphidrome (il se déplace indépendamment dans les deux sens).

## Usage et navigation
Ces embarcations rapides sont utilisés pour la pêche, les voyages en mer ou la guerre. Elles sont être utilisées aussi bien dans des lagunes protégées qu'en pleine mer.
Le kaep n'a pas de gouvernail. Les marins le manœuvre en utilisant habilement l'assiette avant et arrière en déplaçant le point d'équilibre du bateau pour les changements de cap et le contrôle de la vitesse du voilier. S'il se positionne à l'arrière, il soulève la proue de l'eau, et fait accélérer le voilier.